# Aprocti
Gli aprocti o aprotti sono animali, con canale alimentare, dal punto di vista embriologico ed evolutivo, primariamente chiuso, con l'unica apertura, orale, che funge in realtà sia da bocca che da ano, quest'ultimo non previsto originariamente nel modello organizzativo dell'organismo, e non secondariamente omesso per involuzione della struttura. 
Pròcto- (dal greco πρωκτός, proctos, ano, deretano), è elemento componente di termini di uso scientifico, biologico, indicante originariamente l'intestino retto. 

Nella sistematica zoologica, sono aprocti gli Cnidari e gli Ctenofori, i Platelminti e gli Gnatostomulidi. Secondo alcuni testi, si considerano aprocti soltanto i metazoi epineuri, escludendo quindi i perineuri come gli Cnidari.
I proctodeati, per contrapposizione, sono animali con canale alimentare aperto, completo, cioè differenziato in una bocca per l'alimentazione e in un ano per l'espulsione delle feci. 
Dal punto di vista organizzativo, i proctodeati più semplici sono i nemertini.